# Březiny
Březiny är en ort i Tjeckien.   Den ligger i regionen Pardubice, i den centrala delen av landet, 130 km öster om huvudstaden Prag. Březiny ligger 583 meter över havet och antalet invånare är 142.
Terrängen runt Březiny är platt åt nordost, men åt sydväst är den kuperad. Březiny ligger nere i en dal. Runt Březiny är det ganska glesbefolkat, med 24 invånare per kvadratkilometer. Närmaste större samhälle är Žďár nad Sázavou, 19,2 km sydväst om Březiny. I omgivningarna runt Březiny växer i huvudsak blandskog.